# Tolphorea pallida
Tolphorea pallida is een keversoort uit de familie kniptorren (Elateridae). De wetenschappelijke naam van de soort werd voor het eerst geldig gepubliceerd in 2004 door Giuseppe Platia.